# Takashi Ono (judoka)
Takashi Ono –en japonés, 小野 卓志, Ono Takashi– (Ishige, 25 de junio de 1980) es un deportista japonés que compitió en judo.
Ganó dos medallas en el Campeonato Mundial de Judo en los años 2005 y 2011, y cinco medallas en el Campeonato Asiático de Judo entre los años 2001 y 2008. En los Juegos Asiáticos consiguió dos medallas en los años 2006 y 2010.

## Palmarés internacional
| Campeonato Mundial  | Campeonato Mundial    | Campeonato Mundial | Campeonato Mundial |
| Año                 | Lugar                 | Medalla            | Categoría          |
| ------------------- | --------------------- | ------------------ | ------------------ |
| 2005                | El Cairo (Egipto)     | Medalla de bronce  | –81 kg             |
| 2011                | París (Francia)       | Medalla de bronce  | –90 kg             |
| Juegos Asiáticos    |                       |                    |                    |
| Año                 | Lugar                 | Medalla            | Categoría          |
| 2006                | Doha (Catar)          | Medalla de bronce  | –81 kg             |
| 2010                | Cantón (China)        | Medalla de oro     | –90 kg             |
| Campeonato Asiático |                       |                    |                    |
| Año                 | Lugar                 | Medalla            | Categoría          |
| 2001                | Ulán Bator (Mongolia) | Medalla de bronce  | –81 kg             |
| 2003                | Jeju (Corea del Sur)  | Medalla de bronce  | –81 kg             |
| 2005                | Taskent (Uzbekistán)  | Medalla de oro     | –81 kg             |
| 2007                | Kuwait (Kuwait)       | Medalla de bronce  | –81 kg             |
| 2008                | Jeju (Corea del Sur)  | Medalla de bronce  | –81 kg             |